# ペロタス
ペロタス(Pelotas、ポルトガル語発音: [peˈlɔtɐs])は、ブラジル・リオグランデ・ド・スル州の都市である。人口は約34万人（2020年）。

## 地理
州都ポルト・アレグレの約270km南にあり、ウルグアイとの国境までは約130kmである。南に隣接するリオ・グランデ市とはサン・ゴンサロ水道(英語版)によって分けられている。東にパトス湖がある。

## 歴史
19世紀、ペロタスは乾燥肉(charque)の一大生産地で、その製造には奴隷が使役された。また都市周辺ではプランテーションが営まれ、奴隷がサトウキビ、コーヒー、カカオを栽培した。

## 教育
ペロタス連邦大学(英語版)とペロタスカトリック大学(英語版)の二つの主要大学があり、2万2000人以上の学生を抱えている。

## 対外関係

### 姉妹都市･提携都市
- 珠洲市（日本国 中部地方 石川県）

## 文化

### スポーツ
市内にはECペロタス (1908年設立), GEブラジウ (ブラジウ・ジ・ペロタスとも。1911年設立)、GAファロウフィリャ(1926年設立)の3つのサッカークラブが所在している。

## ペロタス出身の人物
- タイソン - サッカー選手
- ダニエウ・カルヴァーリョ - サッカー選手
- ジャイール - サッカー選手
- ロムロ - サッカー選手

### ペロタスにゆかりのある日本人
- 神田伯山　(6代目)[11]　- 講談師